# Brezó vára
Teplafőszékely-Brezó vára (szlovákul: Žakýlsky hrad) Teplafőszékely község (korábban Lenge ill. Tepla néven említett Teplafő és Saskőszékely községek egyesülésével létrejött nagyközség, mai nevén Podhorie) északi határában, egy 812 m magas hegy csúcsán található várrom. Engel P. tévesen Nógrád vármegyébe lokalizálta a várat, de az újabb kutatások szerint az oklevelekben is említett Brezó erődítménye ezen a csúcson állt. 
A vár keletkezése a XIII. század 2. felére tehető. 1454-ben Komorowski Péter Ozdinnal, Jolsvával és Muránnyal együtt átadta Rozgonyi Osvát főkapitánynak. Többé nem említik. 
A vár kétrészes, kelet-nyugatii irányú, szabálytalan ovális alakú. A keleti irányba kinyúló külső vár körítőfalai alapjukig leomlottak, kövei itt-ott még kibukkannak a föld alól, nyomvonaluk végig jól követhető a felszínen. A vár keleti végén nagy mesterséges árok húzódik. A belső vár előtti száraz árok nyoma egy nagy, szabálytalan alakú gödör formájában ma is jól látható a vár középső részén. Felismerhetőek a kaputorony csekély maradványai, valamint a felső vár közepén a ciszterna nyoma. A vár nyugati végén kettős osztatú épület alapjai figyelhetők meg. Nyugat felé továbbhaladva a váron kívül három mesterséges terasz és egy nagy mesterséges árok látható.